# 小林蜂鸟
，是雨燕目蜂鸟科的一种鸟类。
小林蜂鸟体重约6.5克，翼长约28.2毫米，嘴峰长约15.5毫米，喙宽度约1.5毫米，喙厚度约1.1毫米，跗蹠长约3.4毫米，尾长约20.8毫米。小林蜂鸟在其分布区内为留鸟，其栖息在半开放的高大树木组成的森林中，食性为草食性，主要食物来源是植物的花蜜。
小林蜂鸟分布于哥伦比亚极西南部至秘鲁北部的安第斯山脉地区。该物种是单型物种，没有亚种分化。